# 見川城
見川城（みがわじょう）は、茨城県水戸市見川にあった日本の城。

## 概要
鎌倉時代初期、水戸城を築城した馬場資朝の四男長幹により築かれた。後に河和田城城主春秋氏の一族が拠り、水戸城の支城として維持された。
小田原征伐後、江戸氏が佐竹氏に滅ぼされた後も、水戸城の支城として引き続き使用されたものと考えられている。

## 構造
桜川低地に面する台地端に占地し、東南端に一郭、一郭の西に二郭三郭が南北に配されている。現在この三郭のみが残るが、周囲には外城、深柵、表坪等の、城郭由来と考えられる地名が残っており、城域は更に外側に拡がっていたものと考えられている。
一郭には東を除く三方に折れを伴う土塁が巡り、特に西端の土塁は高く築かれている。また、四方を深い空堀が囲み、西北に枡形を伴う虎口が開く。二郭および三郭には低い土塁が巡り、三郭西方に開く虎口前面には空堀が、虎口南方の土塁は櫓台状になっている。台地端には一郭と二郭を取り囲む横堀が設けられ、一郭周辺では前述の空堀と合わせて二重堀となっている。

## 遺構
遊歩道により空堀の一部が破壊されているが、一郭から三郭までの土塁および空堀が良く残る。